# Erode (stad)

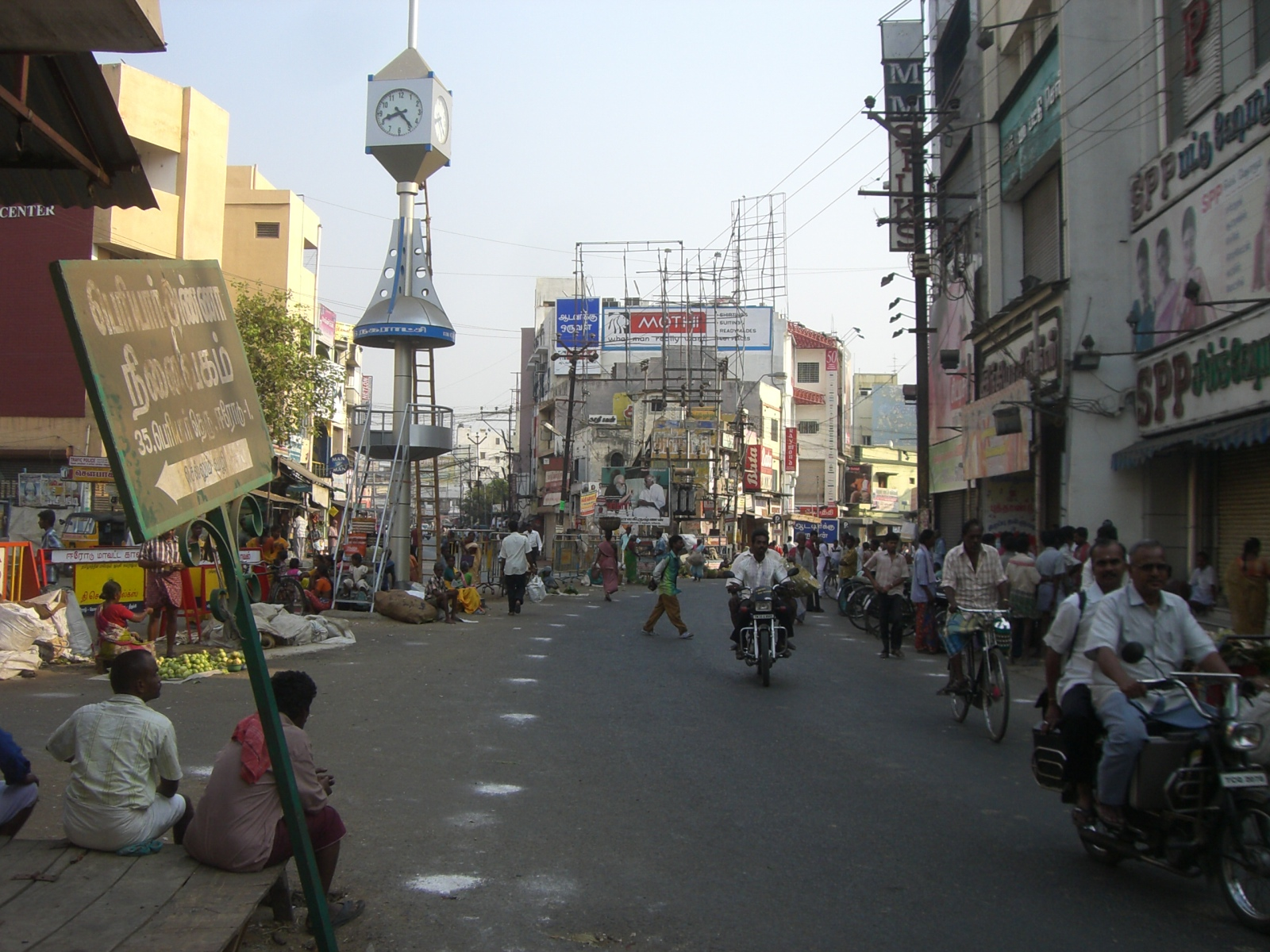

Erode is een stad in de Indiase staat Tamil Nadu. De stad is gelegen in het gelijknamige district Erode, aan de rivier de Kaveri, en heeft 151.184 inwoners (2001). De agglomeratie heeft 391.169 inwoners.